# 阴谋和爱情
《阴谋和爱情》（德語：Kabale und Liebe）是一部1959年的東德歷史劇情片，由M·海尔别尔格執導，W·凱撒、O·密里斯和M·冯·迪·卡姆普主演。該片由東德國有的德发电影制片厂製作，改編自弗里德里希·席勒1784年的戲劇《阴谋与爱情》。
電影佈景由藝術總監哈拉爾德·霍恩設計。

## 剧情
斐迪南是一名陸軍少校，是瓦尔特宰相的兒子，而露伊斯·米勒是一位中產階級音樂家的女兒。他們相愛了，但他們的父親都敦促他們結束這段戀情。

## 演员
- W·凱撒（英语：Wolf Kaiser） 饰 瓦尔特宰相（杨文元 配音）
- O·密里斯（英语：Otto Mellies） 饰 斐迪南，宰相子（毕克 配音）
- M·冯·迪·卡姆普 饰 米尔福得夫人（赵慎之 配音）
- W·希瓦倍 饰 侍卫长（尚华 配音）
- M·海尔别尔格（英语：Martin Hellberg） 饰 米勒（于鼎 配音）
- M·文谢尔 饰 米勒妻（潘我源 配音）
- C·艾倍林（英语：Karola Ebeling） 饰 露伊斯，米勒女（李梓 配音）
- U·杨斯-巴披 饰 伍尔牧（邱岳峰 配音）
- H·费诺（英语：Hans Finohr） 饰 听差（富润生 配音）
- C·希瓦尔采 饰 索菲（苏秀 配音）